# Чубуртма-Сарт
Чубуртма́-Сарт (укр. Чубуртма-Сарт, крымскотат. Çuburtma Sart, Чубуртма Сарт) — исчезнувшее село в Ленинском районе Республики Крым, располагавшееся в центре района и Керченского полуострова, примерно в 2,5 км к северо-западу от современного села Новосёловка.

## История
Первое документальное упоминание села встречается в Камеральном Описании Крыма… 1784 года, судя по которому, в последний период Крымского ханства Чубур входил в Орта Керченский кадылык Кефинского каймаканства. После присоединения Крыма к России (8) 19 апреля 1783 года, (8) 19 февраля 1784 года, именным указом Екатерины II сенату, на территории бывшего Крымского Ханства была образована Таврическая область и деревня была приписана к Левкопольскому, а после ликвидации в 1787 году Левкопольского — к Феодосийскому уезду Таврической области. После Павловских реформ, с 1796 по 1802 год, входила в Акмечетский уезд Новороссийской губернии. По новому административному делению, после создания 8 (20) октября 1802 года Таврической губернии, Чубуртма-Сарт был включён в состав Акмозской волости Феодосийского уезда.
По Ведомости о числе селений, названиях оных, в них дворов… состоящих в Феодосийском уезде от 14 октября 1805 года , в деревне Сарт числилось 18 дворов и 72 жителя. На военно-топографической карте генерал-майора Мухина 1817 года деревня Чубуртмесарт обозначена с 22 двором. После реформы волостного деления 1829 года Сарт, согласно «Ведомости о казённых волостях Таврической губернии 1829 года», переподчинили из Аккозской волости в Чалтемирскую. На карте 1836 года в деревне 13 дворов. Видимо, вследствие эмиграции крымских татар в Турцию, деревня опустела и на карте 1842 года Чубуртма-Сарт обозначен условным знаком «малая деревня», то есть, менее 5 дворов.
В 1860-х годах, после земской реформы Александра II, деревню приписали к Сарайминской волости. Согласно «Списку населённых мест Таврической губернии по сведениям 1864 года», составленному по результатам VIII ревизии 1864 года, Чубуртма-Сарт — владельческая татарская деревня с 17 дворами, 98 жителями и мечетью при колодцах. По обследованиям профессора А. Н. Козловского начала 1860-х годов, в селении колодцы были глубиной 1—5 саженей (от 2 до 10 м), но в большинстве из них (около трёх четвертей) вода была «дурного качества». Также имелись ауты, которые высыхали в течение лета (Аут — небольшой пруд в степном Крыму, наполнявшийся дождевой и талой водой). На трёхверстовой карте Шуберта 1865—1876 года в деревне Чубуртма-Сарт обозначено 20 дворов.
По «Памятной книге Таврической губернии 1889 года», по результатам Х ревизии 1887 года, в деревнях Кармыш-Келечи и Чибуртма-Сарт Петровской волости вместе числилось 34 двора и 187 жителей. По «…Памятной книжке Таврической губернии на 1892 год» в безземельной деревне Чебуртма-Сарт, не входившей ни в одно сельское общество, жителей и домохозяйств не числилось. По «…Памятной книжке Таврической губернии на 1902 год» в деревне Чебуртша-Сарт, входившей в Ташлыярское сельское общество, жителей и домохозяйств не числилось. Последний раз встречается в источниках на карте Крымского статистического управления 1922 года.